# Windham (Ohio)
Windham is een plaats (village) in de Amerikaanse staat Ohio, en valt bestuurlijk gezien onder Portage County.

## Demografie
Bij de volkstelling in 2000 werd het aantal inwoners vastgesteld op 2806.
In 2006 is het aantal inwoners door het United States Census Bureau geschat op 2723, een daling van 83 (-3,0%).

## Geografie
Volgens het United States Census Bureau beslaat de plaats een oppervlakte van
5,5 km², geheel bestaande uit land. Windham ligt op ongeveer 327 m boven zeeniveau.

## Plaatsen in de nabije omgeving
De onderstaande figuur toont nabijgelegen plaatsen in een straal van 16 km rond Windham.